# Sissach
Sissach és un municipi del cantó de Basilea-Camp (Suïssa), cap del districte de Sissach.